# Бертињол
Бертињол (фр. Bertignolles) насеље је и општина у североисточној Француској у региону Шампањ-Арден, у департману Об која припада префектури Троа.
По подацима из 2011. године у општини је живело 67 становника, а густина насељености је износила 10,82 становника/km². Општина се простире на површини од 6,19 km². Налази се на средњој надморској висини од 250 метара.

## Демографија
| 1962. | 1968. | 1975. | 1982. | 1990. | 1999. | 2011. |
| ----- | ----- | ----- | ----- | ----- | ----- | ----- |
| 94    | 97    | 84    | 83    | 60    | 64    | 67    |

График промене броја становника у току последњих година